# Boques del Roine
Les Boques del Roine (13) (en occità Bocas de Ròse; en francès Bouches-du-Rhône) és un departament francès situat a la regió de Provença-Alps-Costa Blava, i que deu el seu nom al riu Roine. La capital és Marsella.

## Història
El departament de les Boques del Roine va ser creat durant la Revolució Francesa, el 4 de març de 1790 -en aplicació de la llei de 22 de desembre de 1789-, a partir d'una part de l'antiga província de la Provença, així com diversos principats (Aurenja, Lo Martegue i Lambesc).
Més extens en el moment de la seva creació, el departament perdé tot el territori situat al nord de la Durença quan es creà el departament de Valclusa. Entre els municipis perduts destaquen les viles d'Aurenja i Ate.

## Política
L'any 2004, fou reelegit com a president del Consell General de les Boques del Roine el socialista Jean-Noël Guérini, que ocupa aquest càrrec des de 1998.
Les principals atribucions del Consell General són votar el pressupost del departament i escollir d'entre els seus membres una comissió permanent, formada per un president i diversos vicepresidents, que serà l'executiu del departament. Actualment, la composició política d'aquesta assemblea és la següent:
- Partit Socialista (PS): 26 consellers generals
- Unió per un Moviment Popular (UMP) : 16 consellers generals
- Partit Comunista Francès (PCF): 8 consellers generals
- No-adscrits de dreta: 2 consellers generals
- No-adscrits d'esquerra: 2 consellers generals
- Partit Radical d'Esquerra (PRG): 1 conseller general
- Unió per a la Democràcia Francesa (UDF): 1 conseller general
- No-adscrits d'extrema dreta: 1 conseller general